# Богденешть (Прахова)
Богденешть, Богденешті (рум. Bogdănești) — село у повіті Прахова в Румунії. Входить до складу комуни Горнет.
Село розташоване на відстані 78 км на північ від Бухареста, 22 км на північ від Плоєшті, 67 км на південний схід від Брашова.

## Населення
За даними перепису населення 2002 року у селі проживали 72 особи, усі — румуни. Усі жителі села рідною мовою назвали румунську.